# Armorial des communes de la Guadeloupe
Cette page dresse les armoiries (figures et blasonnements) des quelques communes de la Guadeloupe dotées d'armoiries. 
- Haut – A
- B
- C
- D
- E
- F
- G
- H
- I
- J
- K
- L
- M
- N
- O
- P
- Q
- R
- S
- T
- U
- V
- W
- X
- Y
- Z

## A
| Blason à dessiner | Blason  | Inconnu.                                         |
| Blason à dessiner | Détails | Le statut officiel du blason reste à déterminer. |

| Blason à dessiner | Blason  | Inconnu.                                         |
| Blason à dessiner | Détails | Le statut officiel du blason reste à déterminer. |

## B
| Blason de Baie-Mahault | Blason  | Tiercé en fasce : au 1er d’azur à deux fleurs d’hibiscus d’argent, au 2d d’argent à trois mouchetures d’hermine de sable, au 3e de gueules à l'Agneau Pascal d’argent. |
| Blason de Baie-Mahault | Détails | Le statut officiel du blason reste à déterminer. |

| Blason à dessiner | Blason  | Inconnu.                                         |
| Blason à dessiner | Détails | Le statut officiel du blason reste à déterminer. |

| Blason de Basse-Terre | Blason  | De gueules à un soleil d'or non figuré, au chef de France |
| Blason de Basse-Terre | Détails | Le statut officiel du blason reste à déterminer.          |

| Blason à dessiner | Blason  | Inconnu.                                         |
| Blason à dessiner | Détails | Le statut officiel du blason reste à déterminer. |

## C
| Blason à dessiner | Blason  | Inconnu.                                         |
| Blason à dessiner | Détails | Le statut officiel du blason reste à déterminer. |

| Blason à dessiner | Blason  | Inconnu.                                         |
| Blason à dessiner | Détails | Le statut officiel du blason reste à déterminer. |

## D
| Blason à dessiner | Blason  | Inconnu.                                         |
| Blason à dessiner | Détails | Le statut officiel du blason reste à déterminer. |

| Blason à dessiner | Blason  | Inconnu.                                         |
| Blason à dessiner | Détails | Le statut officiel du blason reste à déterminer. |

## G
| Blason de Gosier (Le) | Blason  | D'or à trois fusées de sable au chef d'azur à une fleur de lys d'or. D'or à trois losanges de sable, au chef d'azur chargé d'une fleur de lys d'or. |
| Blason de Gosier (Le) | Détails | L'écu est timbré d'une couronne murale d'or et supporté par deux pélicans du même.                                                                  |

| Blason à dessiner | Blason  | Inconnu.                                         |
| Blason à dessiner | Détails | Le statut officiel du blason reste à déterminer. |

| Blason à dessiner | Blason  | Inconnu.                                         |
| Blason à dessiner | Détails | Le statut officiel du blason reste à déterminer. |

| Blason à dessiner | Blason  | Inconnu.                                         |
| Blason à dessiner | Détails | Le statut officiel du blason reste à déterminer. |

## L
| Blason à dessiner | Blason  | Inconnu.                                         |
| Blason à dessiner | Détails | Le statut officiel du blason reste à déterminer. |

## M
| Blason à dessiner | Blason  | Inconnu.                                         |
| Blason à dessiner | Détails | Le statut officiel du blason reste à déterminer. |

| Blason à dessiner | Blason  | Inconnu.                                         |
| Blason à dessiner | Détails | Le statut officiel du blason reste à déterminer. |

## P
| Blason à dessiner | Blason  | Inconnu.                                         |
| Blason à dessiner | Détails | Le statut officiel du blason reste à déterminer. |

| Blason à dessiner | Blason  | Inconnu.                                         |
| Blason à dessiner | Détails | Le statut officiel du blason reste à déterminer. |

| Blason à dessiner | Blason  | Inconnu.                                         |
| Blason à dessiner | Détails | Le statut officiel du blason reste à déterminer. |

| Blason de Pointe-à-Pitre | Blason  | De gueules aux cannes à sucre feuillées de sinople mises en fasce, au soleil rayonnant d'or brochant sur le tout, au chef de France.                                                                          |
| Blason de Pointe-à-Pitre | Détails | Conflit héraldique : les cannes à sucre sont dessinées en bande. Variation du blason de la Guadeloupe, avec un champ de gueules au lieu d'un champ de sable. Le statut officiel du blason reste à déterminer. |

| Blason à dessiner | Blason  | Inconnu.                                         |
| Blason à dessiner | Détails | Le statut officiel du blason reste à déterminer. |

## S
| Blason à dessiner | Blason  | Inconnu.                                         |
| Blason à dessiner | Détails | Le statut officiel du blason reste à déterminer. |

| Blason à dessiner | Blason  | Inconnu.                                         |
| Blason à dessiner | Détails | Le statut officiel du blason reste à déterminer. |

| Blason à dessiner | Blason  | Inconnu.                                         |
| Blason à dessiner | Détails | Le statut officiel du blason reste à déterminer. |

| Blason à dessiner | Blason  | Inconnu.                                         |
| Blason à dessiner | Détails | Le statut officiel du blason reste à déterminer. |

| Blason à dessiner | Blason  | Inconnu.                                         |
| Blason à dessiner | Détails | Le statut officiel du blason reste à déterminer. |

## T
| Blason à dessiner | Blason  | Inconnu.                                         |
| Blason à dessiner | Détails | Le statut officiel du blason reste à déterminer. |

| Blason de Terre-de-Haut | Blason  | Coupé-ondé, au 1er d'argent à deux fasces d'azur, à l'iguane de sinople brochant sur le tout ; au 2d d'azur au fort d'argent ouvert et maçonné de sable.                                                               |
| Blason de Terre-de-Haut | Détails | L'écu est timbré d'une couronne de coques d'or aux voiles d'argent et soutenu par deux poissons d'or. Une ancre de sable émerge de la pointe. Ces armoiries furent adoptées lors de la fête patronale du 15 août 1979. |

| Blason à dessiner | Blason  | Inconnu.                                         |
| Blason à dessiner | Détails | Le statut officiel du blason reste à déterminer. |

## V
| Blason à dessiner | Blason  | Inconnu.                                         |
| Blason à dessiner | Détails | Le statut officiel du blason reste à déterminer. |

| Blason à dessiner | Blason  | Inconnu.                                         |
| Blason à dessiner | Détails | Le statut officiel du blason reste à déterminer. |